# 압둘하심 무탈로프
압둘하심 무탈로비치 무탈로프(우즈베크어: Abdulhashim Mutalovich Mutalov, 러시아어: Абдулхаши́м Мута́лович Мута́лов, 1952년 3월 27일~)는 1992년 1월부터 1995년 12월까지 우즈베키스탄의 초대 총리를 지낸 우즈베키스탄의 정치인이다.

## 생애

### 어린 시절 및 직업 활동
1947년 2월 14일 타슈켄트주 어항가런현의 텔라우 마을에서 태어났다. 1965년, 그는 타슈켄트 제빵소에서 제빵사로 일하기 시작했고, 그 후 소련군에서 긴급 복무하기 위해 소집되었다. 군을 졸업한 후, 그는 식품 산업 연합 통신 연구소에 입학했고 1976년에 공학 학위를 받았다. 연구소를 졸업한 후, 그는 제빵 공장에서 일하기 위해 타슈켄트로 다시 보내졌다. 1979년부터 1986년까지 그는 어항가런현의 곡물 생산 공장의 책임자로 일했다.

### 총리직
그는 우즈베키스탄 독립 첫 해 동안 총리가 되었고 우즈베키스탄이 심각한 사회 경제적 상황을 겪었던 두 번째 사람이 되었다. 그는 1992년 1월 타슈켄트 대학교 캠퍼스에서 발생한 학생 폭동 사건을 조사하기 위한 위원회의 의장이었다. 전문가들에 따르면, "정치적으로 그는 독립적인 인물이 아니며, 내각의 직접적인 종속을 받은 공화국 대통령에게 전적으로 충성했다." 1995년 12월 21일 총리직에서 물러나고, 오트키르 술토노프가 새로운 총리가 되었고, 그는 은퇴했다.